# Port naval de Karlskrona
Le port naval de Karlskrona, de la commune de Karlskrona en Suède, est un exemple exceptionnel de cité navale du XVIIIe siècle en grande partie conservé et particulièrement complet.
Le port naval de Karlskrona est inscrit sur la liste du patrimoine mondial de l'UNESCO depuis 1998.

## Galerie

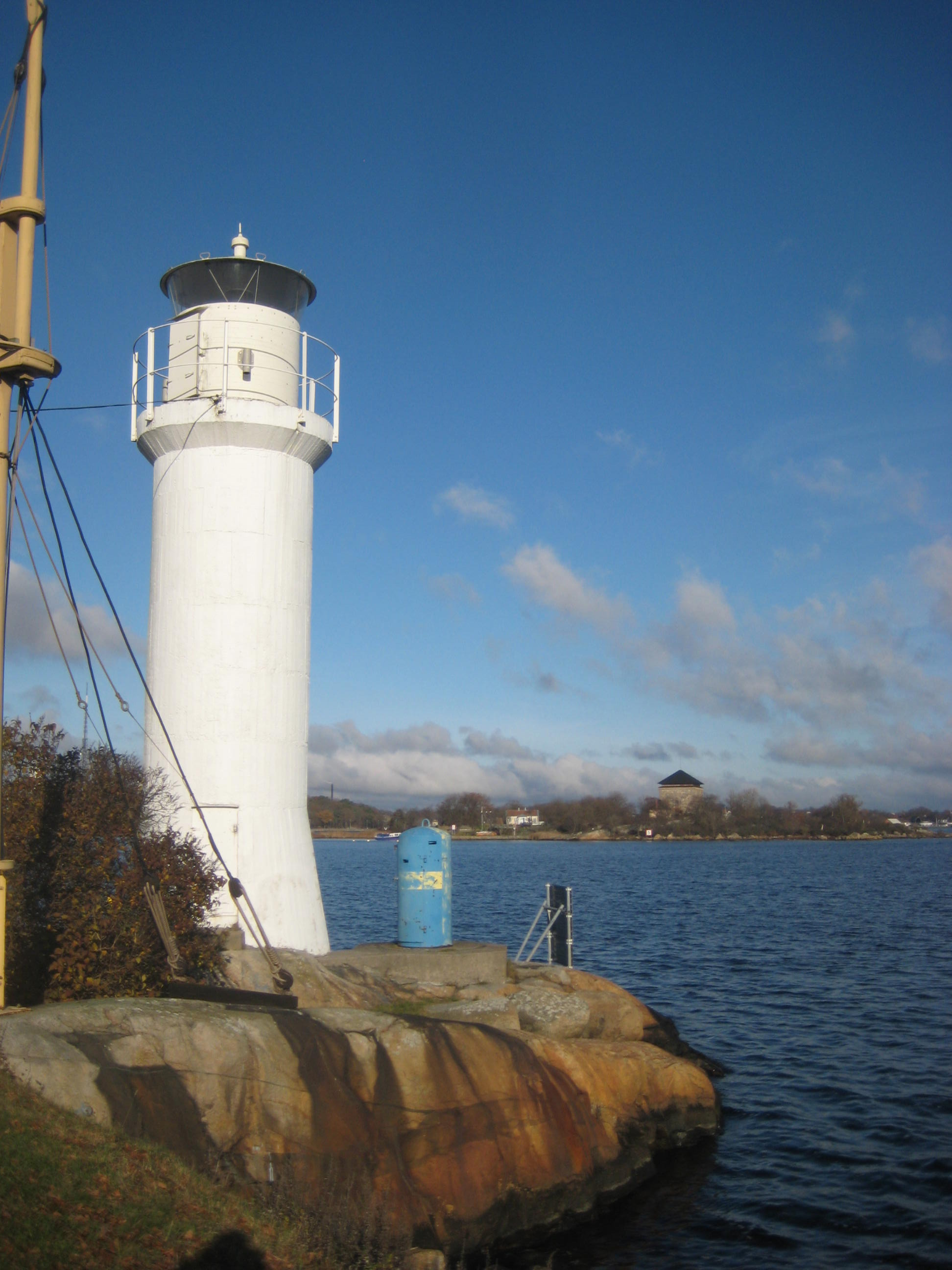
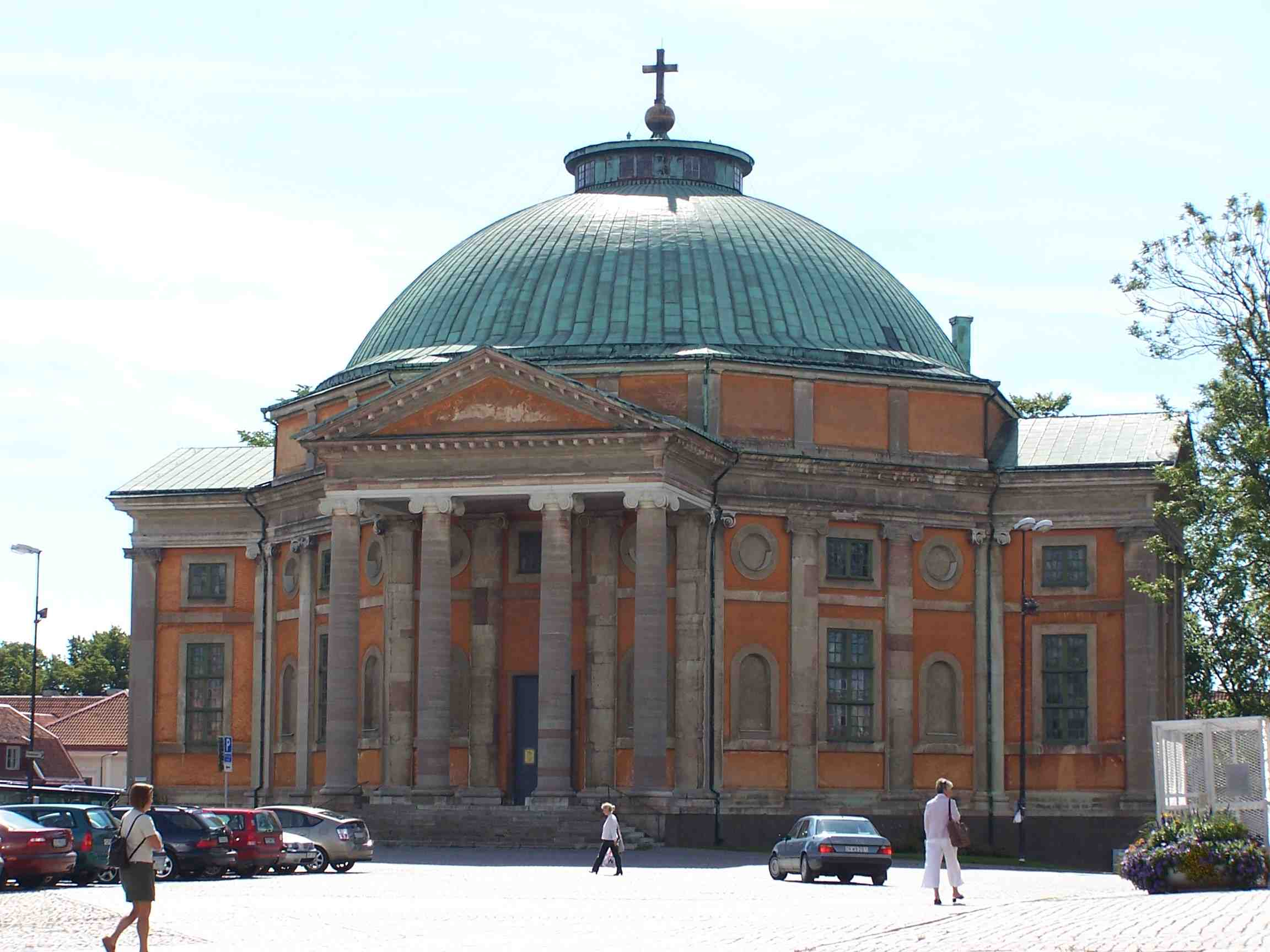
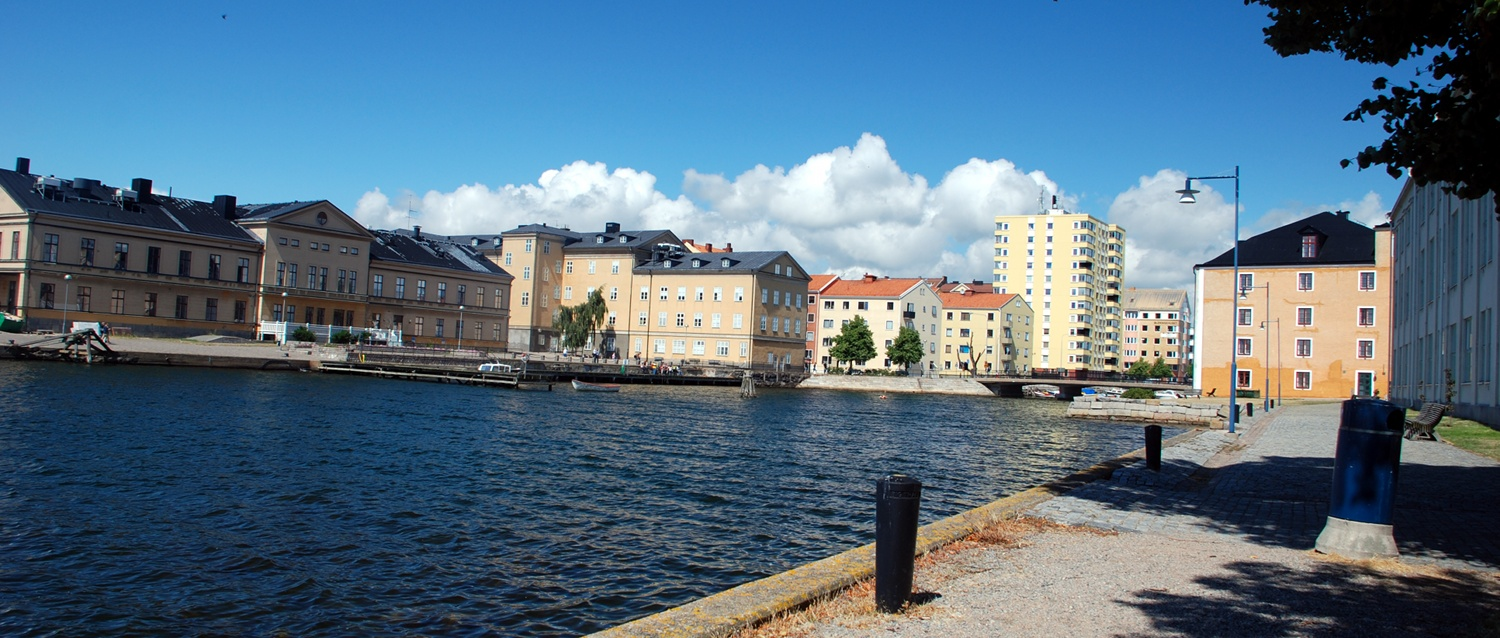
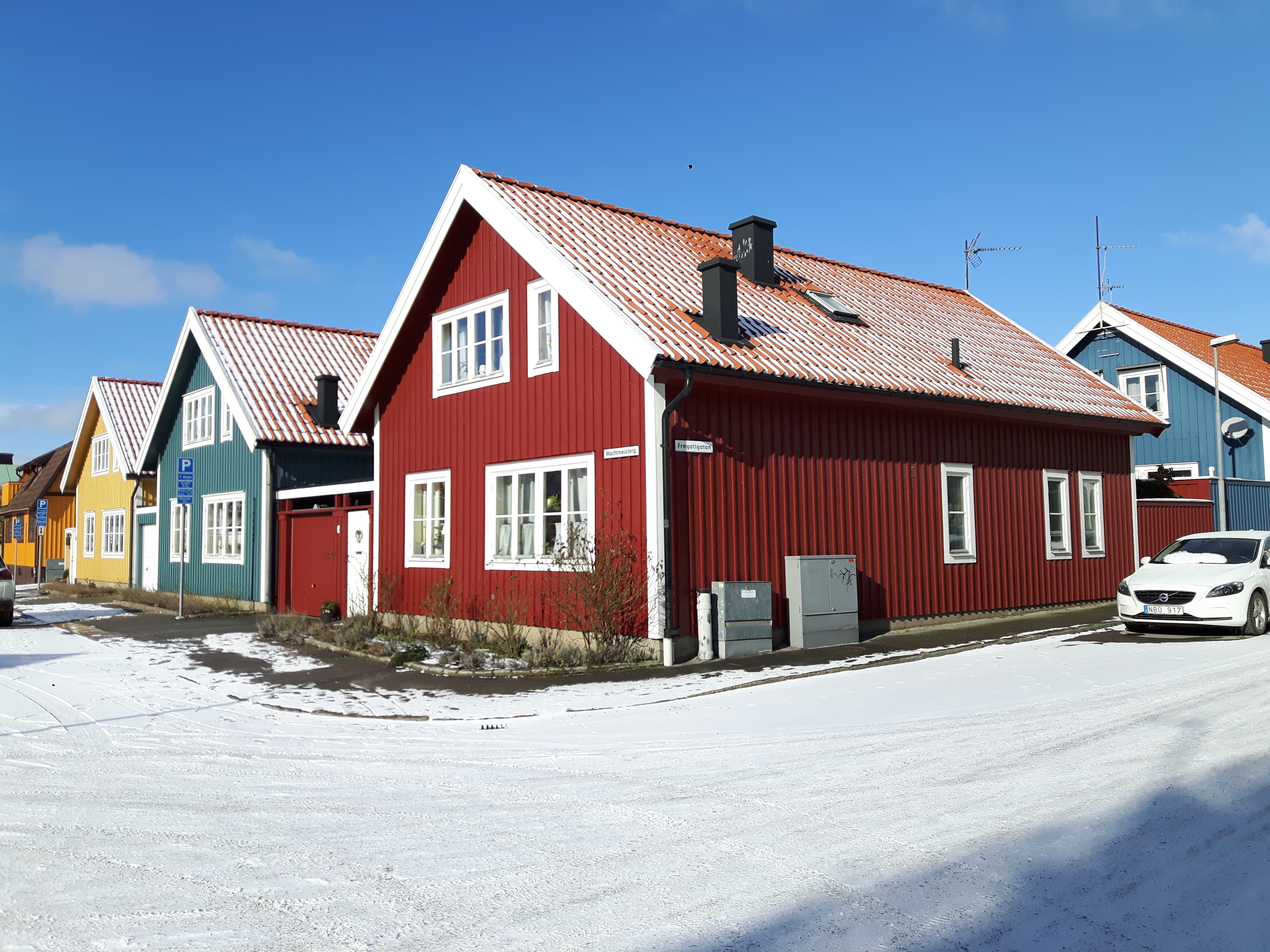
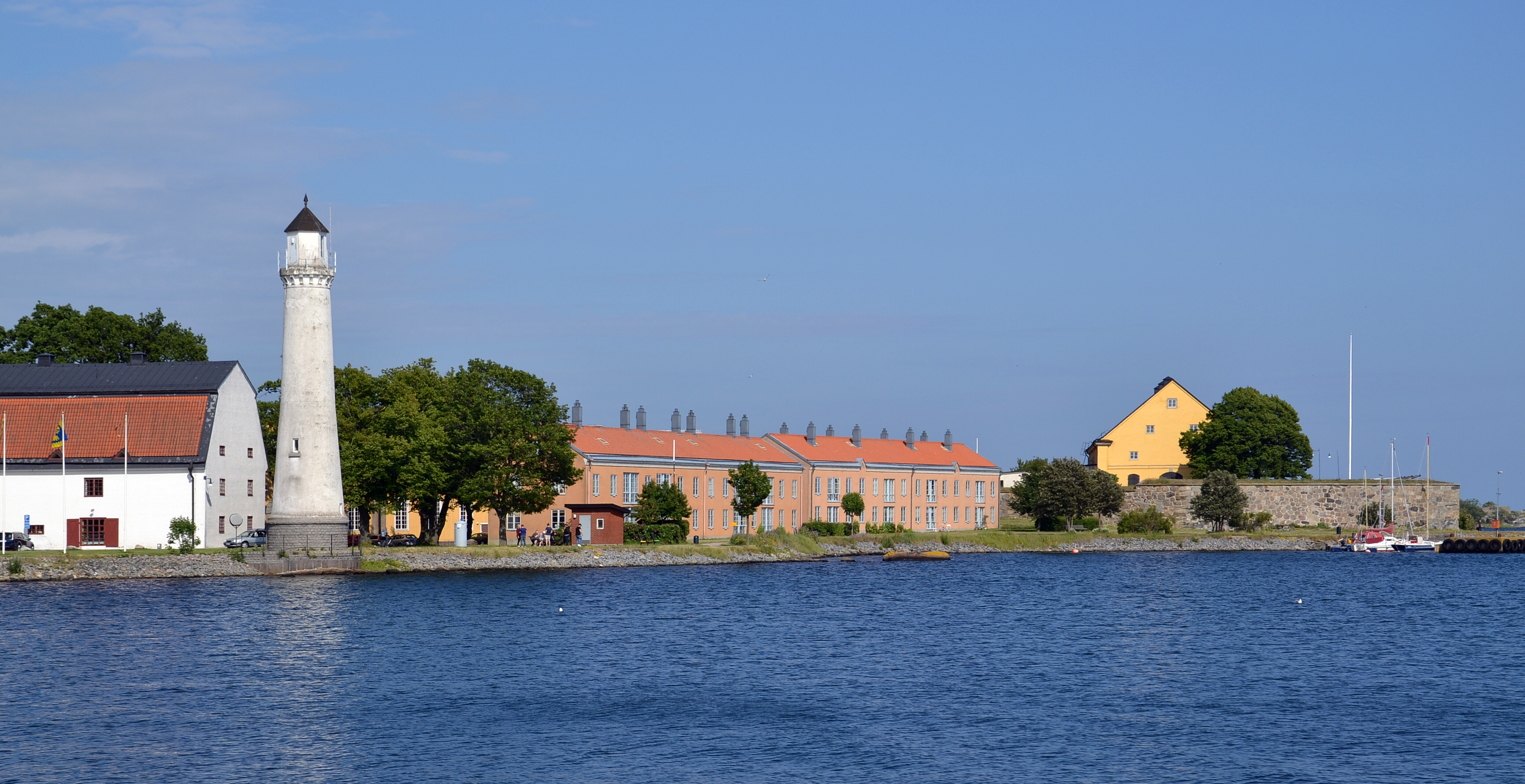